# Линия (Львовская область)
Линия (укр. Лінія) — село в Бобрской городской общине Львовского района Львовской области Украины.
Население по переписи 2001 года составляло 36 человек. Занимает площадь 0,1 км². Почтовый индекс — 81715. Телефонный код — 3239.